# 古鲎属
古鲎属（学名：Archopterus）是阿德尔曼鲎科的一属。属名源物拉丁文前缀 arch- （古）和 -opterus（板足鲎的常用后缀名，意思为“翅膀”）

## 下属物种
本属包括以下物种：
- 安吉古鲎 Archopterus anjiensis [2]